# Peter Wust
Peter Wust (28. srpna 1884, Rissenthal – 3. dubna 1940, Münster, Německo) byl německý filosof.
Peter Wust napsal sedm knih, dále přednášel a publikoval mnoho odborných článků. Mezi jeho nejdůležitější díla patří Die Auferstehung der Metaphysik, Naivität und Pietät, Die Krisis des abendländischen Menschentums,Die Dialektik des Geistes, Gestalten und Gedanken, Ein Abschiedswort. Za jeho životní dílo se považuje Ungewißheit und Wagnis. Toto dílo vyšlo v českém překladu pod názvem Nejistota a odhodlání.